# یاکسو-دونگ
یاکسو-دونگ (به لاتین: Yaksu-dong) یک منطقهٔ مسکونی در کره جنوبی است که در Jung District واقع شده‌است.